# Universitat de Minnesota
La Universitat de Minnesota Twin Cities és la universitat més important del sistema universitari de Minnesota. Està situada en dos campus, a les ciutats de Minneapolis i Saint Paul. Tots dos campus estan comunicats a través d'un sistema especial de busos. El cos estudiantil és la cambra més gran als Estats Units d'acord amb estadístiques de la tardor de 2006, amb 50.402 estudiants. Va ser creada el 1851, quan era una de les úniques tres ciutats del Territori de Minnesota.

## Nomenclatura
- L'abreujament U of M és àmpliament usada de diverses formes oficials i col·loquials. (Moltes altres universitats utilitzen aquesta denominació, almenys una d'elles oficialment)
- Els locals també es refereixen a ella comunament com The U.
- "umn" és usat només en els noms de dominis d'Internet.

## Facultats
Com el centre d'educació superior més gran del mig oest, la Universitat de Minnesota, Twin Cities, ofereix programes en gairebé totes les àrees, des d'agricultura fins a dansa moderna. Fins a 2006, la universitat comptava amb les següents escoles i facultats:
- Escola Carlson d'Administració (CSOM)
- Facultat de Ciències Biològiques (CBS)
- Facultat d'Educació Contínua (CCE)
- Escola d'Odontologia (DENT)
- Facultat de Disseny (CDES)
- Facultat d'Educació i Desenvolupament Humà (CEHD)
- Facultat d'Aliments, Ciències Agrònomes i Recursos Naturals (CFANS)
- Facultat d'Arts Liberals (CLA)
- Institut d'Assumptes Públics Hubert H. Humphrey (HHH)
- Institut de Tecnologia (IT)
- Facultat de Dret (LAW)
- Facultat de Medicina (MED)
- Escola d'Infermeria (NURS)
- Facultat de Farmàcia (PHARM)
- Escola de Salut Pública (SPH)
- Facultat de Medicina Veterinària (CVM)

Recentment, la universitat va reorganitzar el seu sistema de facultats, fusionant-ne algunes. La Facultat General, l'Escola de Treball Social, i el Departament de Ciències de la Família de la Facultat d'Ecologia Humana es van unir amb l'antiga Facultat d'Educació i Desenvolupament Humà formant una nova facultat conservant el nom d'aquesta última, mentre que la Facultat de Recursos Naturals es va unir a la Facultat d'Aliments i Ciències Ambientals i Agrònomes formant la nova Facultat d'Aliments, Ciències Agrònomes i Recursos Naturals. Els programes orientats al disseny de la Facultat d'Ecologia Humana es van unir a Facultat d'Arquitectura i Paisatgisme, creant la nova Facultat de Disseny. Aquests plans van causar controvèrsia, particularment el ciere de la Facultat General, la que havia estat un punt d'entrada a la universitat per a estudiants de primera generació, de baixos ingressos, amb discapacitats o de color des de la seva fundació en 1932.